# GP1BA
Le GP1BA (pour « glycoprotein Ib alpha  ») est une glycoprotéine intervenant dans l'agrégation plaquettaire. Son gène est le GP1BA situé sur le chromosome 17 humain.

## Rôles
Il se lie au domaine A1 du facteur de von Willebrand ainsi qu'à la thrombine.
Il forme un complexe avec le facteur IX et V sur la membrane de la plaquette qui se fixe sur les sélectine P du sous-endothélium. Ce phénomène, couplé à la fixation d'autres glycoprotéines plaquettaires (GPIaIIa) au collagène endothélial induit l'adhésion plaquettaire.
Il peut se lier à l'intégrine leucocytaire Mac-1, favorisant la thrombose.
Il se lie également à la protéine disulfure isomérase plaquettaire, régulant l'action du premier et favorisant également la thrombose.

## En médecine
La mutation du gène provoque la maladie de Bernard et Soulier.